# Campionato di football americano del Sud 2017 (Russia)
Il campionato di football americano del Sud 2017 è la 1ª edizione dell'omonimo torneo di football americano organizzato dalla KKFAF.

## Squadre partecipanti
| Club                  | Città        | Stadio | Sponsor ufficiale |
| --------------------- | ------------ | ------ | ----------------- |
| Krasnodar Bisons      | Krasnodar    |        |                   |
| Novorossiysk Admirals | Novorossijsk |        |                   |
| Simferopol Taurus     | /Sinferopoli |        |                   |
| Stavropol Stones      | Stavropol'   |        |                   |

## Stagione regolare

### Calendario

#### 1ª giornata
| 27 maggio 2017 | Novorossiysk Admirals | 0 – 36 (0-10 0-20 0-0 0-6) referto | Stavropol Stones |  |

| Sinferopoli 28 maggio 2017, ore 11:00 MSK | Simferopol Taurus | 12 – 10 (0-7 0-3 6-0 6-0) referto | Krasnodar Bisons | SK KGMU |

#### 2ª giornata
| 10 giugno 2017 | Krasnodar Bisons | 27 – 0 (0-0 7-0 14-0 6-0) referto | Stavropol Stones |  |

#### 3ª giornata
| 17-18 giugno 2017 | Simferopol Taurus | 13 – 6 (7-0 6-0 0-6 0-0) referto | Novorossiysk Admirals |  |

#### 4ª giornata
| 1º luglio 2017 | Stavropol Stones | 43 – 0 (7-0 17-0 7-0 12-0) referto | Simferopol Taurus |  |

| 2 luglio 2017 | Krasnodar Bisons | 53 – 0 (7-0 16-0 10-0 20-0) referto | Novorossiysk Admirals |  |

### Classifica
La classifica della regular season è la seguente.
- PCT = percentuale di vittorie, G = partite giocate, V = partite vinte,  P = partite perse, PF = punti fatti, PS = punti subiti

| Pos. | Squadra               | PCT  | G | V | N | P | PF | PS  |
| ---- | --------------------- | ---- | - | - | - | - | -- | --- |
| 1    | Krasnodar Bisons      | .667 | 3 | 2 | 0 | 1 | 90 | 12  |
| 2    | Stavropol Stones      | .667 | 3 | 2 | 0 | 1 | 79 | 27  |
| 3    | Simferopol Taurus     | .667 | 3 | 2 | 0 | 1 | 25 | 59  |
| 4    | Novorossiysk Admirals | .000 | 3 | 0 | 0 | 3 | 6  | 102 |

## Playoff

### Tabellone
|  | Semifinali | Semifinali            | Semifinali |                  |    | Finale           | Finale                | Finale          |  |
|  |            |                       |            |                  |    |                  |                       |                 |  |
|  | 1          | Krasnodar Bisons      | 37         |                  |    |                  |                       |                 |  |
|  | 1          | Krasnodar Bisons      | 37         |                  |    |                  |                       |                 |  |
|  | 4          | Novorossiysk Admirals | 0          |                  |    |                  |                       |                 |  |
|  | 4          | Novorossiysk Admirals | 0          |                  | 1  | Krasnodar Bisons | 11                    |                 |  |
|  |            |                       |            |                  | 1  | Krasnodar Bisons | 11                    |                 |  |
|  |            |                       | 2          | Stavropol Stones | 30 |                  |                       |                 |  |
|  | 2          | Stavropol Stones      | 2          | Stavropol Stones | 30 | -                |                       |                 |  |
|  | 2          | Stavropol Stones      |            |                  |    | -                |                       |                 |  |
|  | 3          | Simferopol Taurus     | -          |                  |    | Finale 3º posto  | Finale 3º posto       | Finale 3º posto |  |
|  | 3          | Simferopol Taurus     | -          |                  |    |                  |                       |                 |  |
|  |            |                       |            |                  |    |                  |                       |                 |  |
|  |            |                       |            |                  |    | 4                | Novorossiysk Admirals | -               |  |
|  |            |                       |            |                  |    | 4                | Novorossiysk Admirals | -               |  |
|  |            |                       |            |                  |    | 3                | Simferopol Taurus     | -               |  |

### Semifinali
| 15-16 luglio 2017 | Stavropol Stones | - – - () referto | Simferopol Taurus |  |

| 15-16 luglio 2017 | Krasnodar Bisons | 37 – 0 (9-0 21-0 7-0 0-0) referto | Novorossiysk Admirals |  |

### Finale 3º - 4º posto
| 29-30 luglio 2017 | Simferopol Taurus | – | Novorossiysk Admirals |  |

### Finale
| 29-30 luglio 2017 | Krasnodar Bisons | 11 – 30 (3-0 0-13 0-7 8-10) referto | Stavropol Stones |  |

## Verdetti
- Stavropol Stones Campioni del Sud 2017